# Seznam osebnih imen na Z
Seznam osebnih imen, ki se pričnejo s črko Z.

## Seznam

### Za
- Zachariah
- Zachary
- Zagorka
- Zaja
- Zal
- Zala
- Zalika
- Zalka
- Zana
- Zandali
- Zara
- Zarja

### Zd
- Zdenka
- Zdenko
- Zdravka
- Zdravko

### Ze
- Zeb
- Zebedee

### Zi
- Zijad
- Zijada
- Zineta
- Zinka

### Zl
- Zlata
- Zlatan
- Zlatica
- Zlatka
- Zlatko
- Zlato
- Zlatomir

### Zm
- Zmaga
- Zmago
- Zmagoslav
- Zmagoslava

### Zo
- Zofija
- Zofka
- Zoja
- Zoltan
- Zora
- Zoran
- Zorana
- Zorica
- Zorislav
- Zorislava
- Zorka
- Zorko

### Zr
- Zrinka

### Zu
- Zuhdija
- Zuhra
- Zumra
- Zumreta

### Zv
- Zvezda
- Zvezdan
- Zvezdana
- Zvone
- Zvonimir
- Zvonimira
- Zvonka
- Zvonko